# Roman Kreuziger (cyclisme, 1965)
Pour les articles homonymes, voir Roman Kreuziger.
Roman Kreuziger (né le 11 juin 1965 à Uničov) est un coureur cycliste tchécoslovaque. Il est le père du coureur Roman Kreuziger, né en 1986. Spécialisé en cyclo-cross, il a été champion du monde junior de cette discipline en 1983 et troisième du championnat du monde amateur en 1987.

## Palmarès
- 1983
  -  Champion du monde de cyclo-cross junior
  - Course de la Paix juniors
- 1984
  - 2e étape du Tour de Lidice
- 1985
  - 3eb étape du Grand Prix François-Faber
  - 2e de Paris-Barentin
  - 3e du Grand Prix François-Faber
- 1986
  - Circuit des Ardennes
- 1987
  -  Médaillé de bronze du championnat du monde de cyclo-cross amateur
  - 3e du championnat de Tchécoslovaquie de cyclo-cross
- 1988
  - 2e du Tour de Rhénanie-Palatinat
- 1990
  - Prologue et 2e étape du Tour d'Autriche
  - Tour de Bohême
  - 4e étape de la Semaine cycliste lombarde
  - 2e du Tour d'Autriche
  - 2e du Tour de Basse-Autriche
  - 3e de l'Uniqa Classic
- 1991
  -  Champion de Tchécoslovaquie sur route
  - Tour d'Autriche :
    - Classement général
    - 6e étape

  - Tour de Basse-Autriche
  - Uniqa Classic
- 1993
  - 3e du Tour d'Autriche